# Mendelssohn-Denkmal (Leipzig)

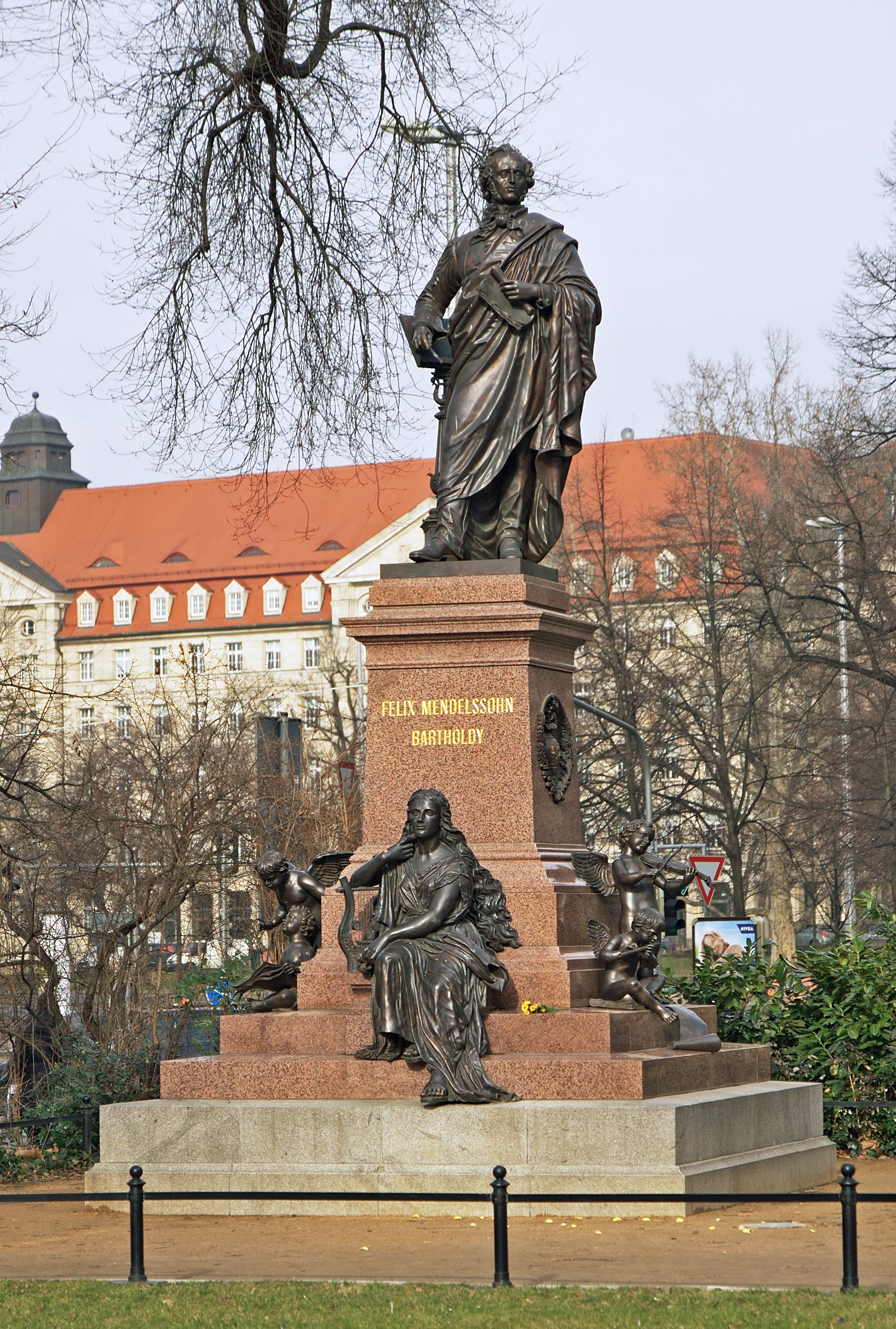
Mendelssohn-Denkmal, 2011

Das Mendelssohn-Denkmal in der Nähe des als Mendelssohn-Portal bekannten Westportals der Thomaskirche in Leipzig ehrt den Komponisten und ehemaligen Leipziger Gewandhauskapellmeister sowie Gründer des Conservatoriums der Musik Felix Mendelssohn Bartholdy. Es wurde 2008 als detailgetreue Replik des Denkmals aufgestellt, das von 1892 bis 1936 vor dem als Neues Concerthaus bezeichnetem zweiten Gewandhaus im Musikviertel stand.

## Das Denkmal
Felix Mendelssohn Bartholdy steht als 2,8 Meter hohe bronzene „Gründerzeit-Figur mit Toga“ auf einem gestuften Sockel aus Granit. Der obere Sockelteil wurde aus rotem Meißner Granit gefertigt, die unteren beiden Stufen bestehen aus grauem Granit. Die Gesamthöhe des Denkmals beträgt 6,8 Meter. Mendelssohn hält in der linken Hand eine Notenrolle und in der rechten, vor einem Notenpult stehend, einen Taktstock, ein Hinweis darauf, dass er als erster Dirigent im modernen Sinne wirkte.

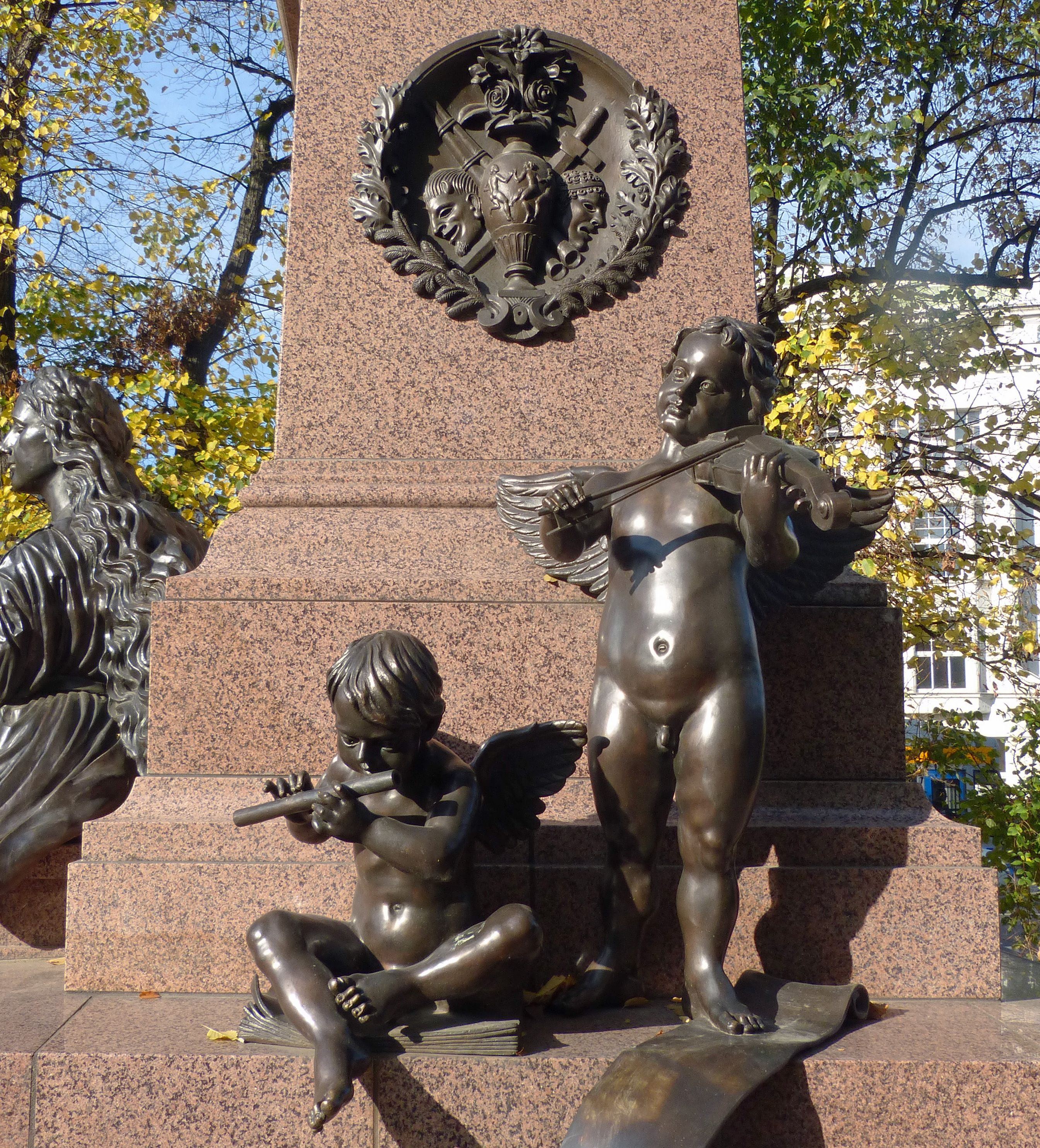
Rechte Sockelseite, 2013

Zu Mendelssohns Füßen sitzt die Muse der Musik Euterpe auf den Stufen, auf eine Lyra gestützt. An den Seiten gruppieren sich je zwei musizierende Engel, die linken singend, die rechten auf Flöte und Violine spielend. Der Sockel trägt vorn den Namen des Tondichters und hinten die Inschrift „Edles nur künde die Sprache der Töne“. Auf der linken Seite des Sockels symbolisiert eine Orgel in einem Bronze-Medaillon die geistliche Musik; auf der rechten Seite stehen Masken, eine Vase mit Tanzszene, Flöten und Schwert für die weltliche Musik.
Der Standplatz des Denkmals in den Grünanlagen des Dittrichrings hat räumlichen Bezug zur Thomaskirche, in der Mendelssohn Orgelkonzerte gab und eigene Chorkompositionen dirigierte, zum alten Bachdenkmal, das er stiftete, sowie zu zwei seiner Leipziger Wohnungen in Reichels Vorderhaus und Lurgensteins Garten.

## Geschichte

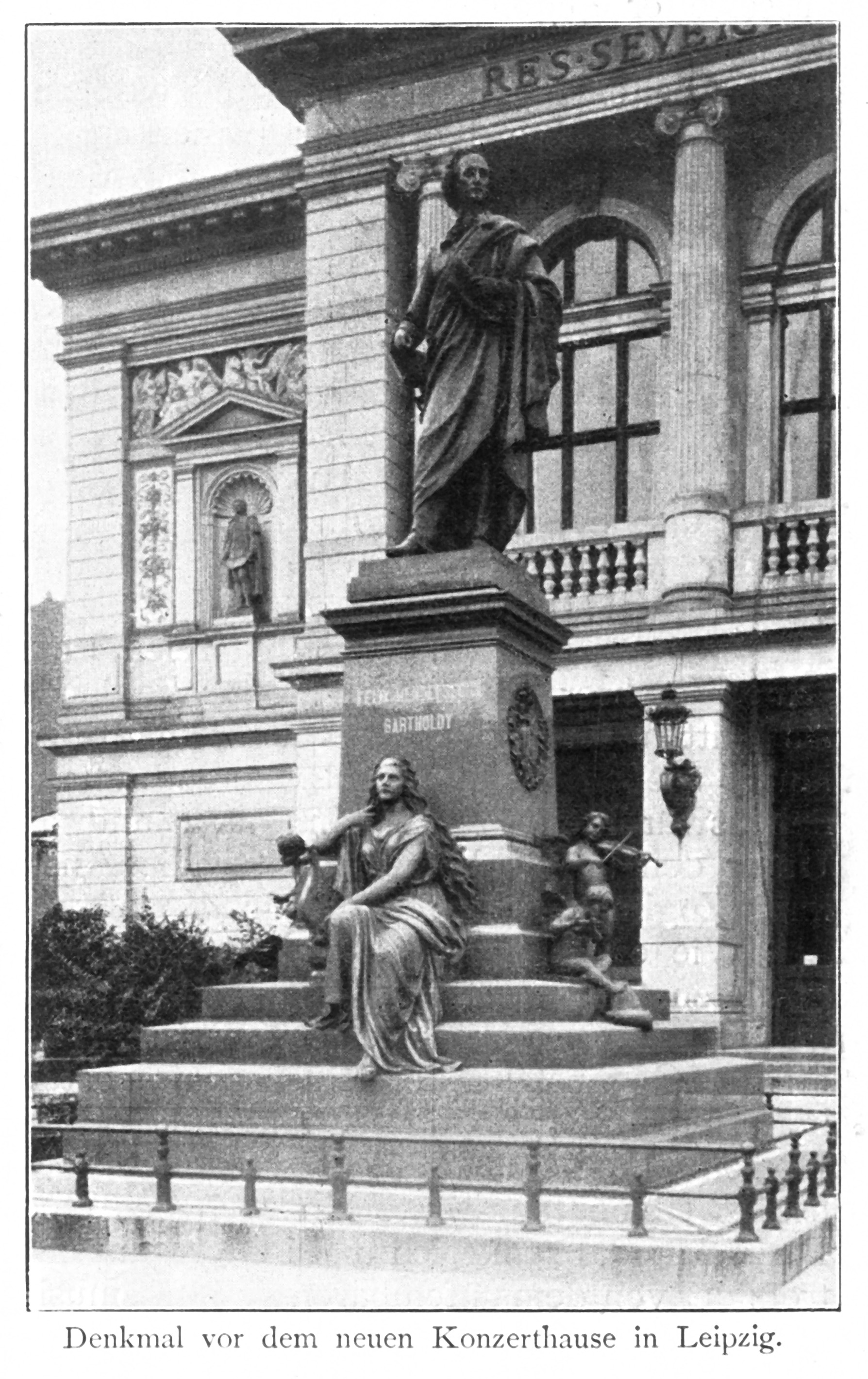
Erstes Mendelssohn-Denkmal von 1892 nach dem Entwurf von Werner Stein, 1900

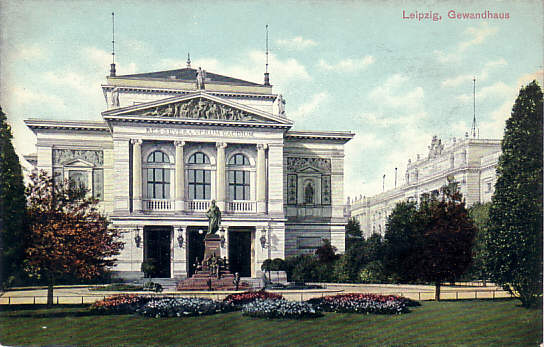
Zweites Gewandhaus mit erstem Mendelssohn-Denkmal, um 1910
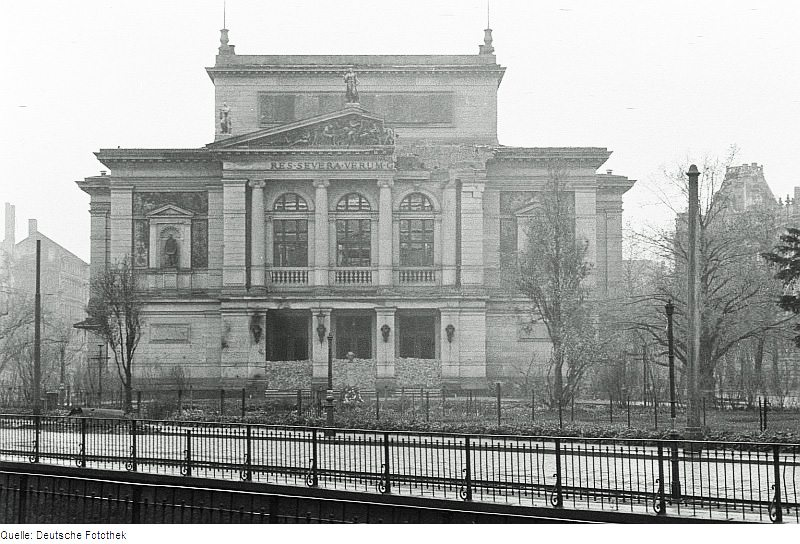
Ruine des zweiten Gewandhauses, davor die Porträtstele Mendelssohns von Walter Arnold, 1947

21 Jahre nach dem Tod Mendelssohns hatte sich ein Verein zur Errichtung eines Denkmals gegründet. Aber es dauerte noch 24 Jahre, bis das Denkmalkomitee die notwendigen Mittel gesammelt hatte und das Denkmal am Himmelfahrtstag, dem 26. Mai 1892 vor dem (damals) Neuen Gewandhaus im Musikviertel eingeweiht wurde. Der Entwurf stammte von dem Bildhauer Werner Stein. Angefertigt wurde das Werk in der Bildgießerei von Hermann Heinrich Howaldt in Braunschweig.
Trotz christlicher Taufe war Mendelssohn wegen seiner jüdischen Abstammung während der Zeit des Nationalsozialismus verfemt. Während einer Auslandsreise des Leipziger Oberbürgermeisters Carl Goerdeler ließ sein Stellvertreter Rudolf Haake das Denkmal am 9. November 1936 abreißen – auf den Tag genau zwei Jahre vor der Reichspogromnacht. Da Goerdeler die Wiederaufstellung nicht durchsetzen konnte, reichte er noch im selben Monat seinen Rücktritt ein. Im Namen der Familie protestierte Felix Wach ungeachtet aller Gefahren gegen den Abriss des Denkmals. Der Granitsockel wurde 1942 an einen Steinmetz verkauft. Der Verbleib der Bronzeteile ist nicht bekannt; ihre spätere Einschmelzung im Zuge der Metallspende des Deutschen Volkes an den Führer zu Kriegszwecken ist wahrscheinlich.
Nach dem Zweiten Weltkrieg wurde bereits am 2. Oktober 1946 an der Stelle des Denkmals vor der Ruine des Gewandhauses ein schlichter Naturstein mit den Lebensdaten Mendelssohns aufgestellt. Eine von Walter Arnold geschaffene Büste Mendelssohns auf einer Kalksteinstele löste dieses Interim am 4. November 1947 zu Mendelssohns 100. Todestag ab. In Vorbereitung des Abrisses der Gewandhausruine wurde sie 1967 in die Fritz-von-Harck-Anlage nahe dem ehemaligen Reichsgericht versetzt, wo sie bis 1999 verblieb. Danach gelangte sie in den Garten des Mendelssohn-Hauses; seit 2008 steht sie am Mendelssohn-Ufer.
Ausgehend von einer Vereinbarung aus dem Jahre 2003 zwischen dem damaligen Oberbürgermeister Wolfgang Tiefensee und dem Ehrendirigenten des Gewandhausorchesters Kurt Masur wurde die Wiedererrichtung des Mendelssohn-Denkmals beschlossen. Mit einer Spende von 50.000 Euro des Mäzens Wolfgang Jentzsch konnte der Grundstein für die Verwirklichung der Wiedererrichtung gelegt werden. Die Differenz zu den Gesamtkosten von 355.000 Euro wurde von dem Regierungspräsidium Leipzig, der Felix-Mendelssohn-Bartholdy-Stiftung und der Stadt Leipzig getragen.
Die Realisierung übernahm der Dresdner Bildhauer Christian Schulze, der das Denkmal anhand fotogrammetrisch vermessener alter Abbildungen rekonstruierte. Der Guss erfolgte in der Kunstgießerei Lauchhammer. Am 18. Oktober 2008 wurde das neue Mendelssohn-Denkmal eingeweiht.

## Weitere Mendelssohn-Gedenkstätten in Leipzig

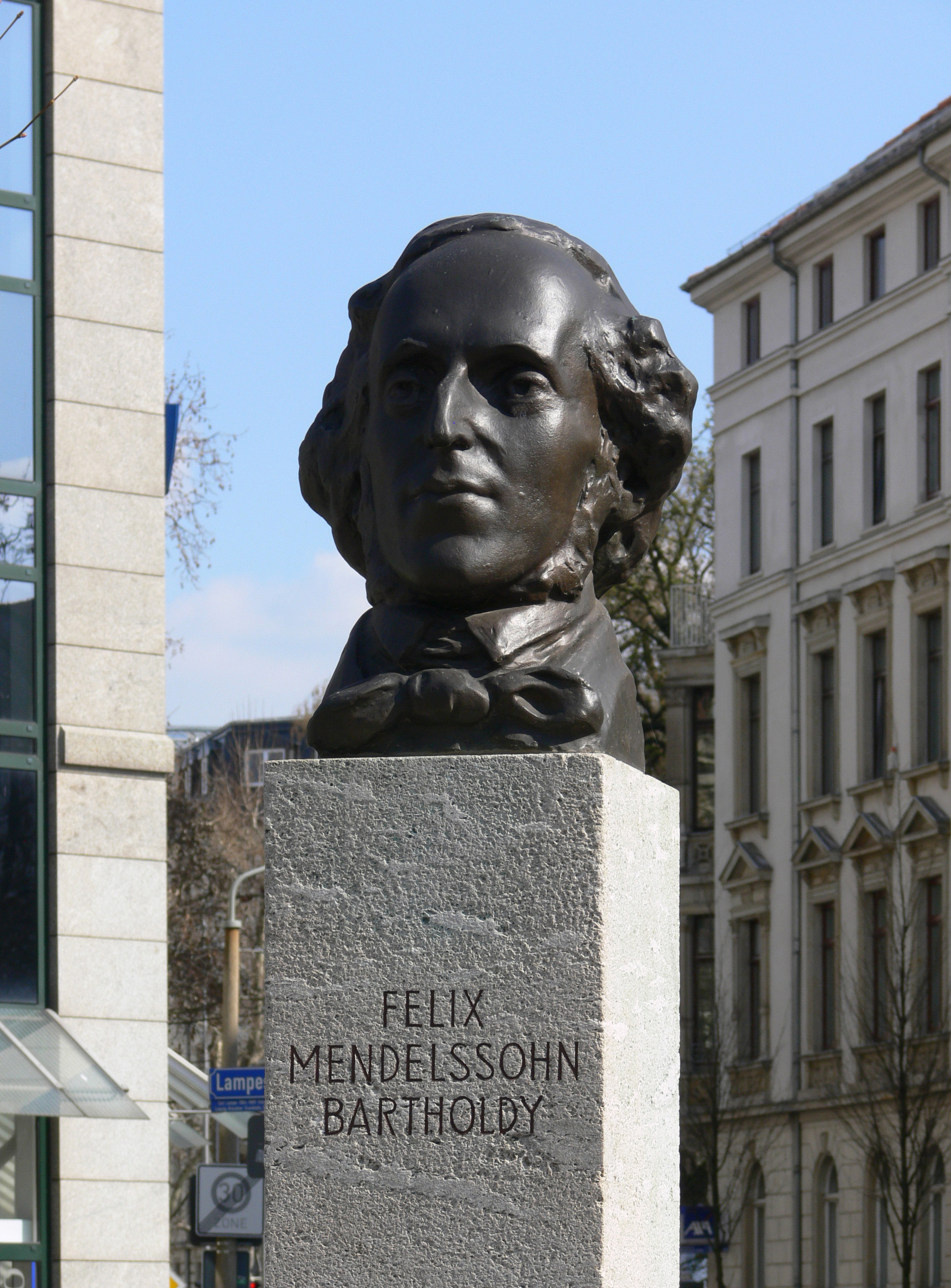
Mendelssohn-Büste von Walter Arnold, 2010
Statue im Gewandhaus von Jo Jastram, 2016

- 2007 wurde in der Nähe des ehemaligen Gewandhauses ein Teil des Pleißemühlgrabens wieder geöffnet und seine Umgebung Mendelssohn-Ufer benannt. Hier wurde die 1947 von Walter Arnold geschaffene Mendelssohn-Büste aufgestellt.
- Im Mendelssohn-Foyer des Gewandhauses steht die Mendelssohn-Statue von Jo Jastram. Diesen Platz erhielt sie 2003, nachdem sie zuerst 1993 vor der Hauptfassade platziert worden war.[6]
- Seit 1997 befindet sich im Garten des Mendelssohn-Hauses auf einem Klinkersockel eine Mendelssohn-Büste, angefertigt von Felix Ludwig, einem ehemaligen Kontrabassisten des Gewandhausorchesters.[7]
- An der Südseite der Thomaskirche wurde 1997 ein von Hans Gottfried von Stockhausen geschaffenes farbiges Kirchenfenster mit Felix Mendelssohn Bartholdy als zentralem Motiv eingesetzt.[8]